# Кавабэ, Торасиро
Торасиро Кавабэ (яп. 河辺 虎四郎, 25 сентября 1890, префектура Тояма, Японская империя — 25 июня 1960) — японский генерал, заместитель начальника Генерального штаба Императорской армии Японии. Участник Второй мировой войны. Младший брат Масакадзу Кавабэ.

## Биография
Родился в префектуре Тояма 25 сентября 1890 года. В 1912 году окончил Военную академию Императорской армии Японии по специальности полевой артиллерии. В 1915 году окончил Артиилерийскую и инженерную школу, а в 1921 году завершил обучение в Высшей военной академии Императорской армии Японии. С 1922 по 1925 год служил в оперативном отделе Генерального штаба сухопутных войск.
В 1926—1928 годах служил в качестве резидента штабного офицера в Риге. В Латвии Кавабе изучал советскую деятельность. В 1928 году получил звание майора. В 1928—1929 годах Кавабэ был инструктором по тактике в армейском военном колледже, потом поступил на службу в Генштаб. Спустя три года Кавабэ направили в Москву в качестве военного атташе, где находился до 1934 года, когда он был отправлен в Квантунскую армию в качестве офицера штаба и начальником разведывательного отдела. В 1935 году получил звание полковника. Кавабэ предпринимал дипломатические усилия по установлению японского контроля над провинцией Чахар во Внутренней Монголии через местного китайского военачальника Ли Шоу-синя. После краткосрочного командования полком полевой артиллерии Императорской гвардии, Кавабэ был назначен в Генеральный штаб в качестве члена Военного генерального консульства. После инцидента на мосту Марко Поло, был одним из немногих старших офицеров, которые поддерживали генерала Кандзи Исихара, выступая против дальнейшего участия Японии в войне в Китае.
После повышения до генерал-майора в 1938 году Кавабэ был военным атташе в Берлине и Будапеште в течение двух лет. Он был отозван в Японию незадолго до вступления Японии во Вторую мировую войну. В начале 1941 года он вошёл в руководство Главного командования обороны. Получил звание генерал-лейтенанта в 1941 году, и стал главой Генеральной инспекции по авиации. В 1943 году он стал командующим 2-й воздушной армии, но был отозван в инспекцию в 1944 году.
Кавабэ был назначен заместителем начальника Генерального штаба Императорской армии Японии в апреле 1945 года. В этом качестве он возглавлял японскую делегацию в Манилу для переговоров о капитуляции Японии с генералом Дугласом Макартуром.